# Туниха

Туниха — река в России. Берёт начало в Макарьевском районе Костромской области и большей частью протекает по территории Варнавинского района Нижегородской области. Устье реки находится в 31 км по левому берегу реки Шуда. Длина реки составляет 12 км. 
Исток реки в заболоченном лесу близ границы областей. Через 2 км после истока перетекает на территорию Нижегородской области. Течёт на юго-восток по ненаселённому лесу.

## Данные водного реестра
По данным государственного водного реестра России относится к Верхневолжскому бассейновому округу, водохозяйственный участок реки — Ветлуга от города Ветлуга и до устья, речной подбассейн реки — Волга от впадения Оки до Куйбышевского водохранилища (без бассейна Суры). Речной бассейн реки — (Верхняя) Волга до Куйбышевского водохранилища (без бассейна Оки).
По данным геоинформационной системы водохозяйственного районирования территории РФ, подготовленной Федеральным агентством водных ресурсов:
- Код водного объекта в государственном водном реестре — 08010400212110000042673
- Код по гидрологической изученности (ГИ) — 110004267
- Код бассейна — 08.01.04.002
- Номер тома по ГИ — 10
- Выпуск по ГИ — 0